# Chris Bahr
Chris Bahr (State College, 3 febbraio 1953) è un ex calciatore ed ex giocatore di football americano statunitense.

## Biografia
Chris Bahr nacque in una famiglia di sportivi: la madre Davies Ann era una campionessa di nuoto presso la Temple University mentre il padre Walter fu calciatore della nazionale statunitense. I fratelli, Casey e Matt, furono entrambi calciatori ma il secondo dei due fu anche giocatore di football americano, mentre la sorella, Davies Ann, fu ginnasta presso la Pennsylvania State University.

## Carriera

### Calcio

#### Club
Formatosi nella selezione calcistica della Pennsylvania State University Bahr fu ingaggiato nella stagione 1975 dai Philadelphia Atoms, militanti nella North American Soccer League.
Con gli Atoms ottenne il quarto posto della Eastern Division, guadagnando il titolo individuale di miglior esordiente.
Lascerà il calcio professionistico l'anno seguente per dedicarsi al football americano, tornando a giocare a calcio nel 1977 con la formazione dei UGH, con cui raggiunse la finale della National Challenge Cup 1977, persa contro il Maccabi L.A..

#### Nazionale
Nel 1975 parteciperà con la sua nazionale alle fallimentari qualificazioni ai Giochi della XXI Olimpiade.

### Football americano
Dopo aver lasciato il calcio, nel 1976 Bahr viene ingaggiato dai Cincinnati Bengals. Nel 1980 passa agli Oakland Raiders, che nel corso della sua militanza si trasferiranno a Los Angeles, società in cui militerà sino al 1988. Con i Raiders Bahr vinse il quindicesimo Super Bowl ed il diciottesimo. Nel 1989 passa ai San Diego Chargers, ove terminerà la sua carriera agonistica.

## Palmarès

### Calcio

#### Individuale
- NASL Rookie of the Year: 1

1975

### Football americano

#### Franchigia
- Super Bowl : 2

Oakland/Los Angeles Raiders: XV, XVIII,
- American Football Conference Championship: 3

Oakland/Los Angeles Raiders: 1980, 1983

### Individuale
- PFWA All-Rookie Team - 1976